# Georg Ernst Hebenstreit
Georg Ernst Hebenstreit (* 29. November 1739 in Leipzig; † 21. August 1781 ebenda) war ein deutscher lutherischer Theologe.

## Leben
Georg Ernst war der Sohn des Johann Ernst Hebenstreit und dessen erster Frau Johann Wilhelmine Junius. Er studierte an der Universität Leipzig, wo er am 6. Mai 1753 immatrikuliert wurde. Dort erwarb er sich am 22. Dezember 1759 das Baccalaureat und am 25. Februar 1762 den Magistergrad der philosophischen Wissenschaften. Nachdem er eine Stelle als Vesperprediger an der Leipziger Universitätskirche St. Pauli erhalten hatte, avancierte er 1777 zum Baccalaureus der Theologie. Später erhielt er die Stelle eines Frühpredigers an der Universitätskirche und wirkte als Privatdozent in Leipzig.

## Schriften (Auswahl)
- De Iamblichi, philosophi Syri, doctrina, Christianae religioni quam imitari studet, noxia.  Leipzig, 1764
- Sciagraphia Seu Tabellae Synopticae Theologiae Dogmaticae. Maximam Partem Ad Ordinem Compendii Koenigiani Et Beyeriani Redactae. Leipzig, 1769, (Digitalisat); Leipzig, 1779, (Digitalisat);